# Zamek Grodno
Zamek Grodno (niem. Kynsburg) – zabytkowy zamek położony w Górach Czarnych (część Gór Wałbrzyskich), na szczycie góry Choina (450 m n.p.m.) wznoszącej się nad lewym brzegiem Bystrzycy. Dolina tej rzeki, zwana kiedyś Śląską Doliną, stanowi naturalną granicę między Górami Sowimi i położonymi na zachód od nich Górami Wałbrzyskimi.
Malowniczą lokalizację zamku potęguje położone u podnóża góry zaporowe Jezioro Bystrzyckie.

## Nazwa
Według niemieckiego geografa oraz językoznawcy Heinricha Adamy’ego pierwotna nazwa zamku wywodziła się od polskiego słowa – choina, oznaczającego iglaste drzewo z rodziny sosnowatych. W swoim dziele o nazwach miejscowych na Śląsku wydanym w 1888 roku we Wrocławiu zalicza ją do grupy miejscowości, których nazwy wywodzą się od tego drzewa – „von choina = Fichte” wymieniając również nazwę zanotowaną w formie Kynsperch i podając jej pierwotne znaczenie „Fichtenberg” – „Świerkowa góra”. Niemcy zgermanizowali nazwę na Kynsburg, w wyniku czego utraciła ona swoje pierwotne znaczenie. W roku 1613 śląski regionalista i historyk Mikołaj Henel z Prudnika wymienił zamek w swoim dziele o geografii Śląska pt. Silesiographia podając jego łacińską nazwę: Konigsberga castrum.

## Historia
Zamek wzniesiony został prawdopodobnie przez Bolka I, księcia świdnicko-jaworskiego, jednak brak źródeł potwierdzających ten fakt. Istniejące partie murów zamku gotyckiego powstały zapewne za księcia Bernarda i następnie panującego jego brata Bolka II. W 1392 roku po śmierci żony Bolka II, księżnej Agnieszki Habsburskiej, zamek przeszedł w ręce Korony Czeskiej. W XV w. był w posiadaniu rodzin rycerskich, które podczas wojen husyckich zajmowały się rozbojem. Kolejnym właścicielem, który w latach 1545–1587 dokonał poważnej rozbudowy zamku był Maciej von Logau. W czasie wojny trzydziestoletniej został zajęty i częściowo zniszczony przez Szwedów. W drugiej połowie XVIII w. oblegany w czasie rozruchów chłopskich. 
Ostatnimi właścicielami opuszczonego od 1774 roku zamku byli Zedlitzowie. W 1789 roku osunęło się częściowo skrzydło południowe zamku górnego, jednak już w 1824 roku z inicjatywy profesora Büschinga, ówczesnego właściciela zamku, podjęto prace remontowo-zabezpieczające. Wprowadziły one zmiany, które nie były zgodne z historycznym kształtem budowli. Kolejne prace prowadzono w latach 1868–1869 oraz w końcu XIX w. W roku 1904 odnowiono sgraffita i otwarto schronisko z gospodą. Dalsze zabiegi konserwatorskie miały miejsce po II wojnie światowej. Od 2008 roku zamek jest własnością gminy Walim, która doprowadziła do zamku wodociąg, a 24 kwietnia 2018 uruchomiła w nim hotel i restaurację.

## Architektura
Zamek wzniesiono z kamienia na szczycie rozległego wzgórza, początkowo był największym zamkiem Śląska. Otaczał go blankowany mur obwodowy o nieregularnym kształcie, wsparty w narożnikach skarpami. W kurtynie południowej powstała niewielka, czworoboczna wieża. Wieża bramna z broną znajdowała się w narożniku południowo-zachodnim. Zamek górny zajmował powierzchnię około 950 m². Prawdopodobnie od zachodu znajdowało się gospodarcze przedzamcze. Na początku XVI w. miała miejsce trudna do identyfikacji przebudowa. W latach 1545–1587 powstały budynki wewnątrz dziedzińca i długa szyja bramna z zewnętrzną bramą i piętrem mieszkalnym. W tym samym okresie dobudowano ośmiokątną część wieży, dodatkowy pierścień murów, a przedzamcze poddano rozbudowie. Wtedy to otrzymało ono kształt wydłużonego dziedzińca otoczonego bastejami. Do jego wnętrza prowadził bogato zdobiony budynek bramny w kurtynie północno-zachodniej. Ostatecznie zespół zamkowy uzyskał długość około 170 m.

## Herby

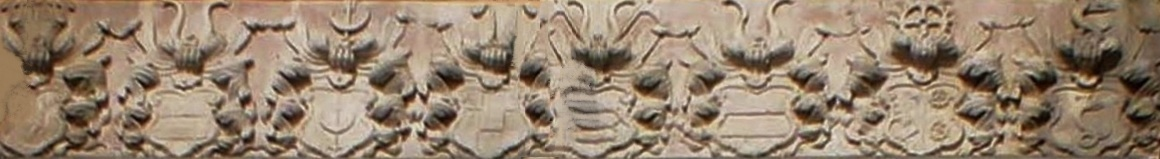
Herby od lewej: von Logau, von Reibnitz, von Ogigel, von Reideburg, dalej kolejne herby von Seydlitz, von Reibnitz oraz herby von Mühlheim i przedstawiający węża

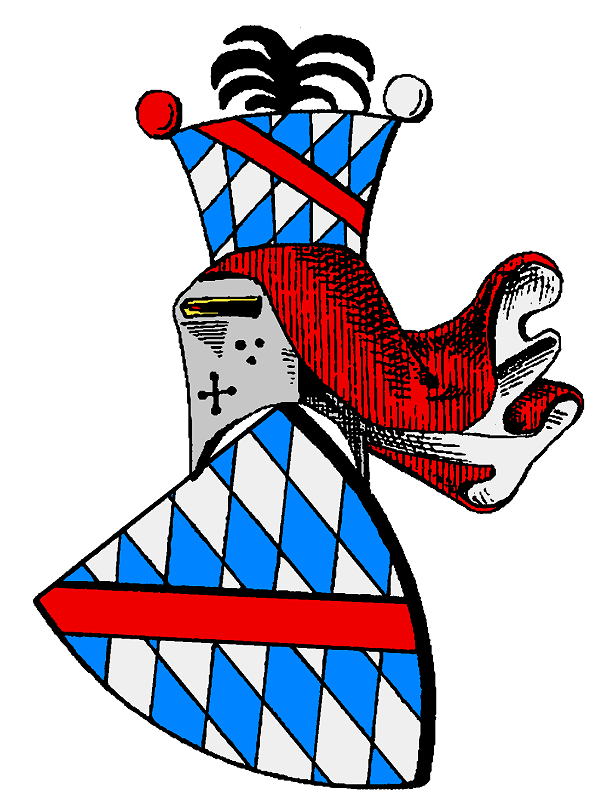
1. Logau
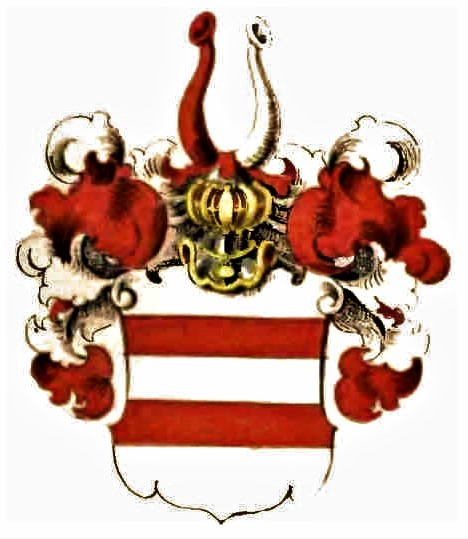
2.6. Reibnitz
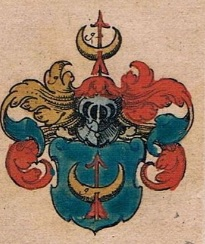
3.  Ogigiel
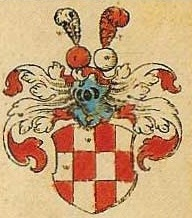
4. Reideburg
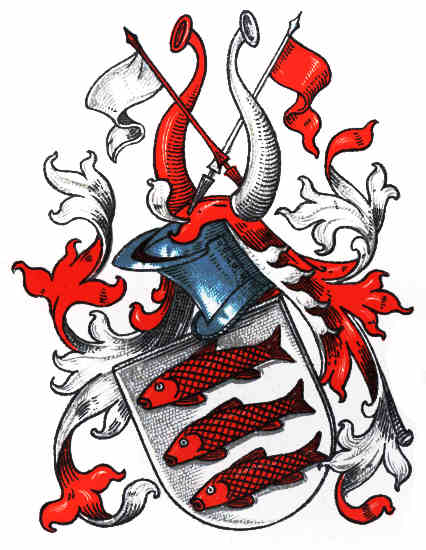
5. Seydlitz
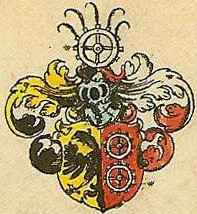
7. Mühlheim
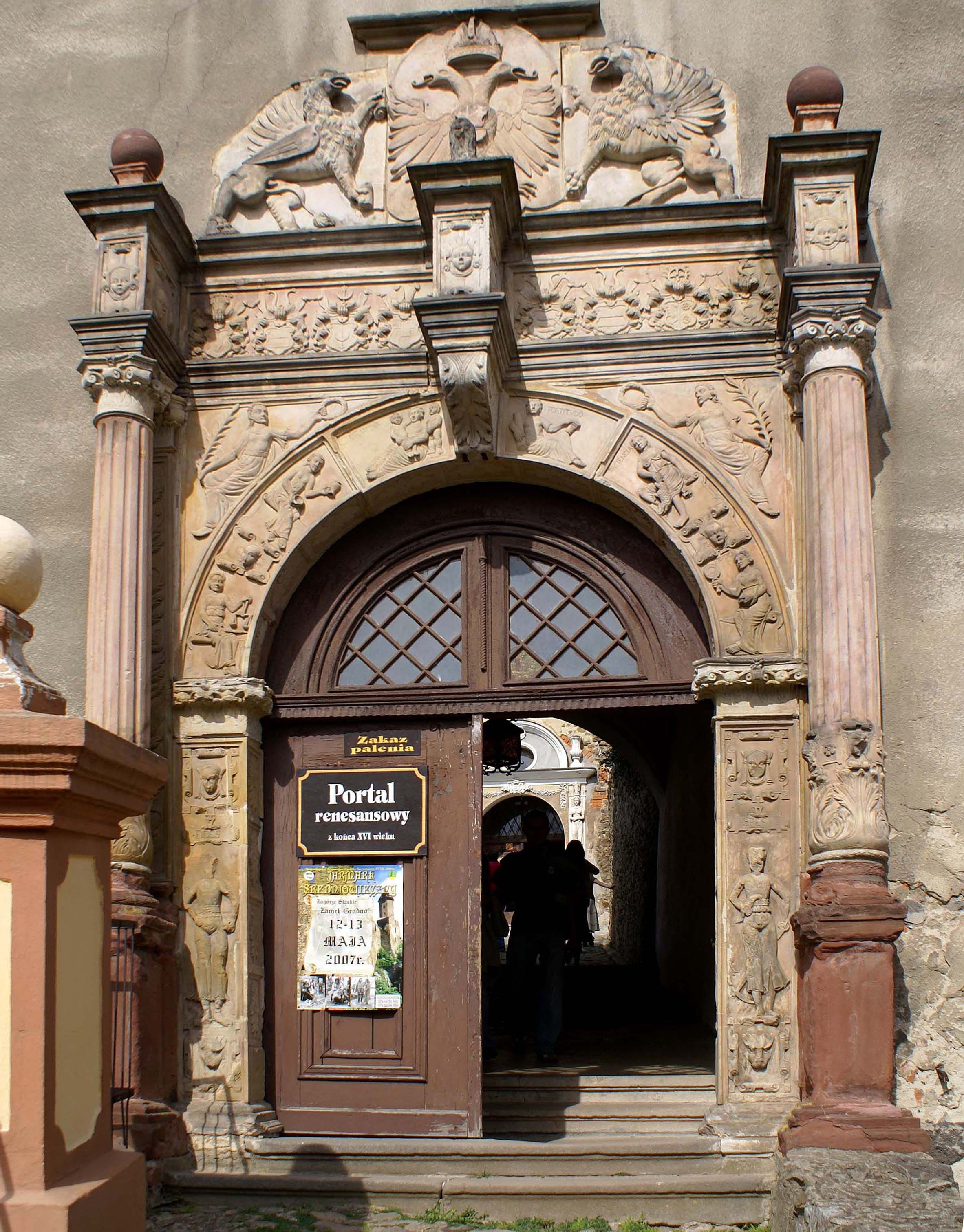
Portal z herbami

Od frontu kaplicy zamkowej (przedbramia) kamienny portal między dwoma kolumnami korynckimi podtrzymującymi fryz heraldyczny z rzędem ośmiu herbów rodów szlacheckich (od lewej): 1. von Logau 2. von Reibnitz, 3. von Ogigel, 4. von Reideburg, 5. von Seydlitz, 6. von Reibnitz, 7. von Mühlheim, 8. (przedstawiający węża). Portal zwieńczony był płyciną zawierającą cesarskiego orła trzymanego po bokach przed dwa gryfy.

## Zamek w kulturze

### Baśnie i podania
Historia zamku Grodno usposabia do tworzenia różnych legend i baśni. Znane są m.in. takie o tym, jak zamek podstępem dostał się w ręce czeskie, o niewiernym słudze, który pchnął nożem swojego pana, o studni, którą miał wykopać turecki jeniec, aby odzyskać wolność, o Białej Damie oraz o kasztelance Małgorzacie, która strąciła w przepaść kandydata do jej ręki, a ojciec, który był tego świadkiem, skazał córkę na śmierć głodową poprzez zamurowanie w lochu. Jakoby to jej szkielet mogą obejrzeć zwiedzający.

### Literatura i film
Zamek, ukryty pod nazwą Waldhof (Leśny dwór), jest miejscem, w którym toczy się część akcji debiutanckiej powieści znanego później niemieckojęzycznego pisarza związanego z Dolnym Śląskiem, Paula Kellera, pt. „Waldwinter” (Leśna zima; 1902).  Na terenie zamku kręcono także szereg scen do zrealizowanego znacznie później na jej podstawie filmu fabularnego pod tym samym tytułem (1936, reż. Fritz Peter Buch).

## Skarb
O Zamku Grodno wspominał domniemany niemiecki saper niejaki Leonhard von Schreck, nieznany autor tajemniczych listów, które w latach 90. XX w. otrzymała redakcja „Słowa Polskiego” i związana wówczas z gazetą dziennikarka Joanna Lamparska, później autorka książek o tajemnicach Dolnego Śląska. Pod dziedzińcem Grodna miała być rzekomo schowana i zabezpieczona minami tajemnicza, obita blachą skrzynia.

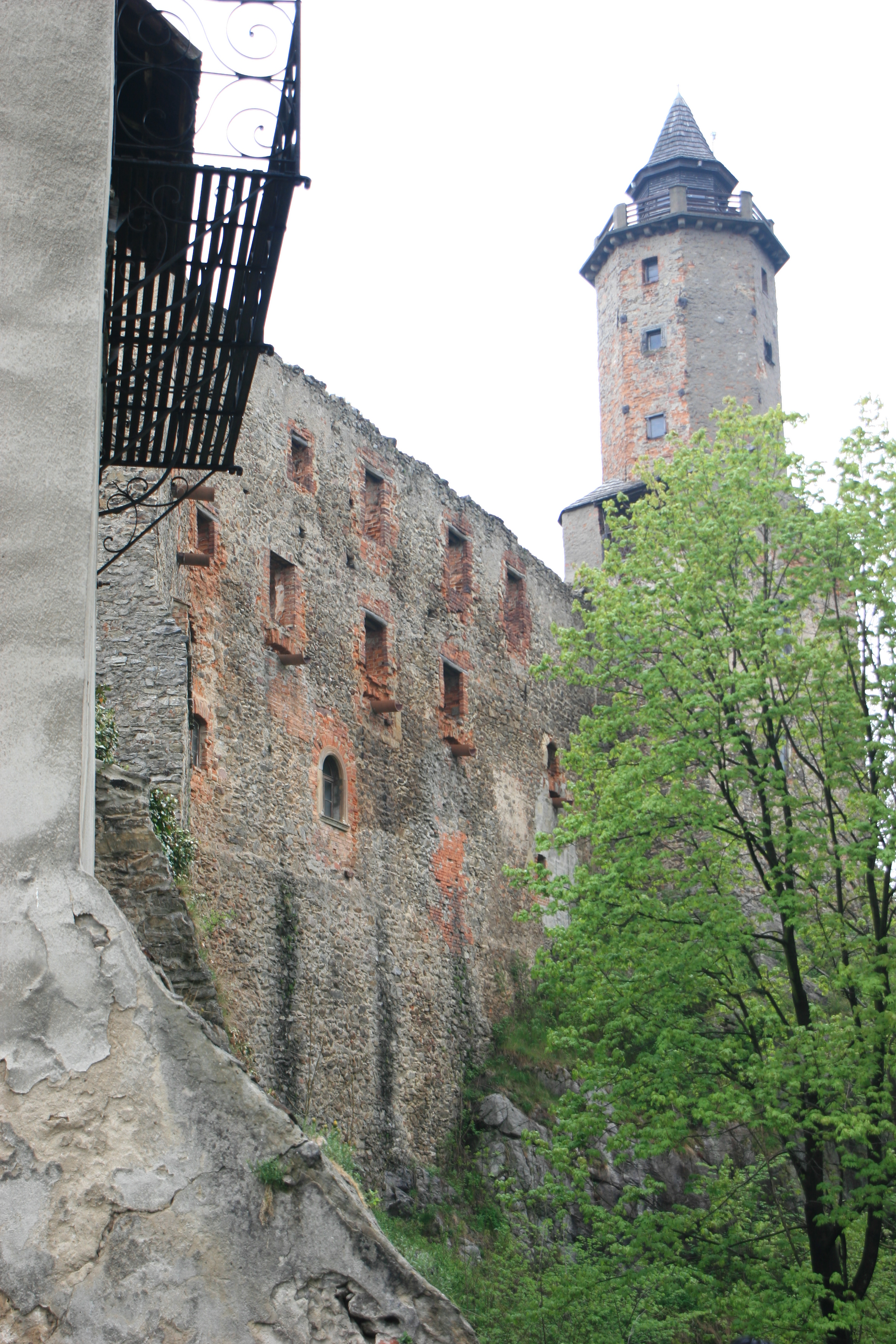
Wieża zamkowa
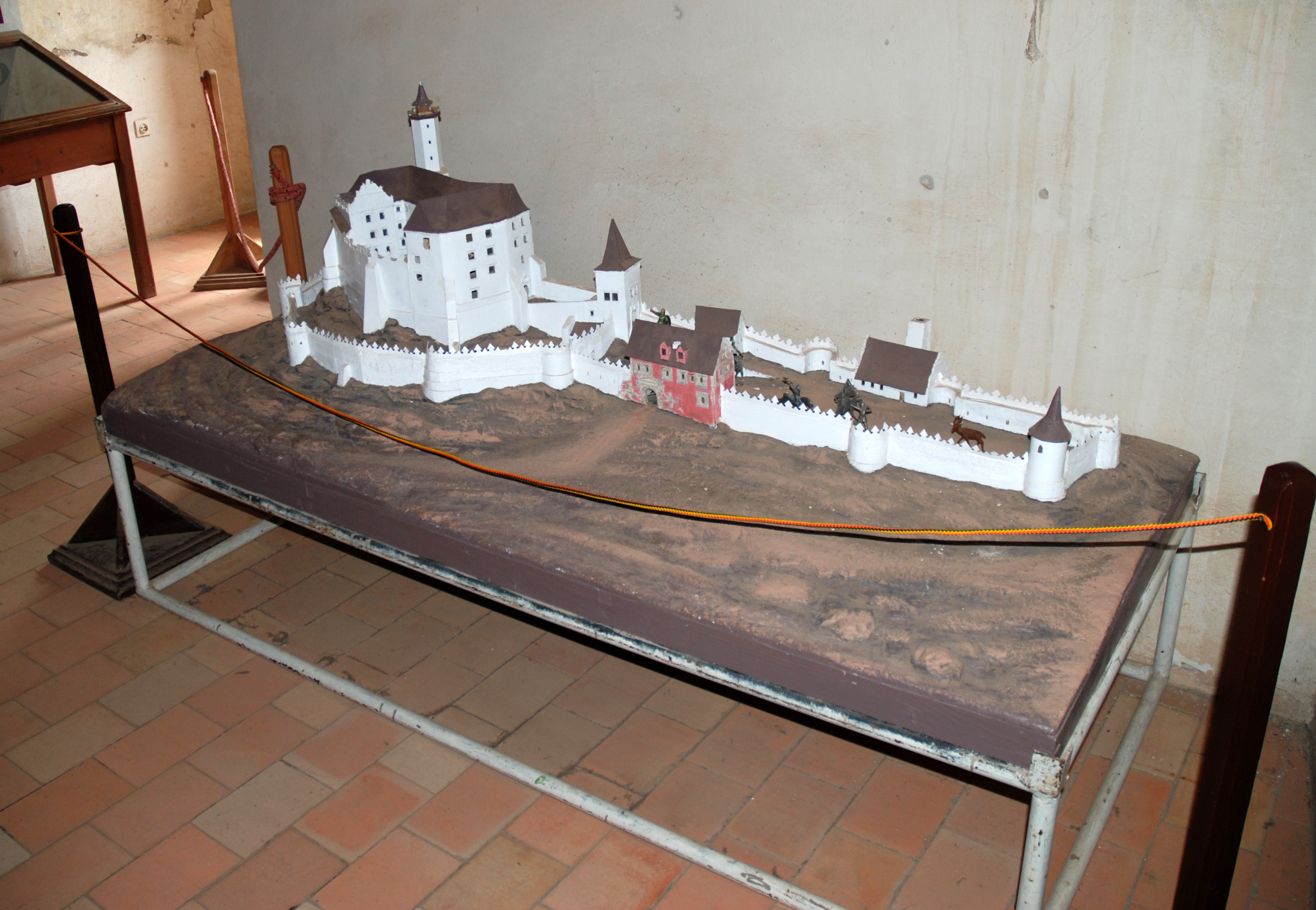
Makieta zamku
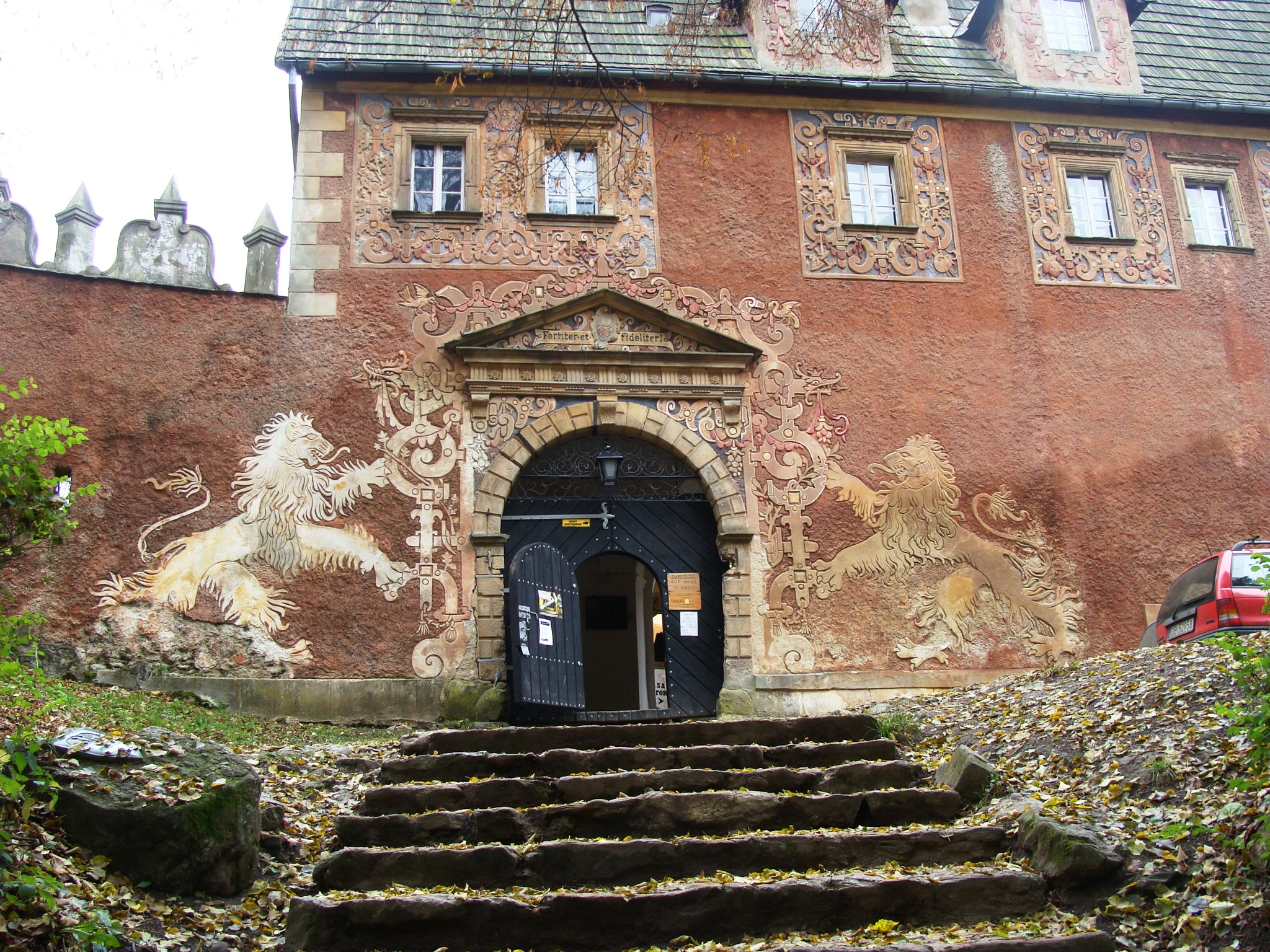
Brama przedzamcza z sgraffito
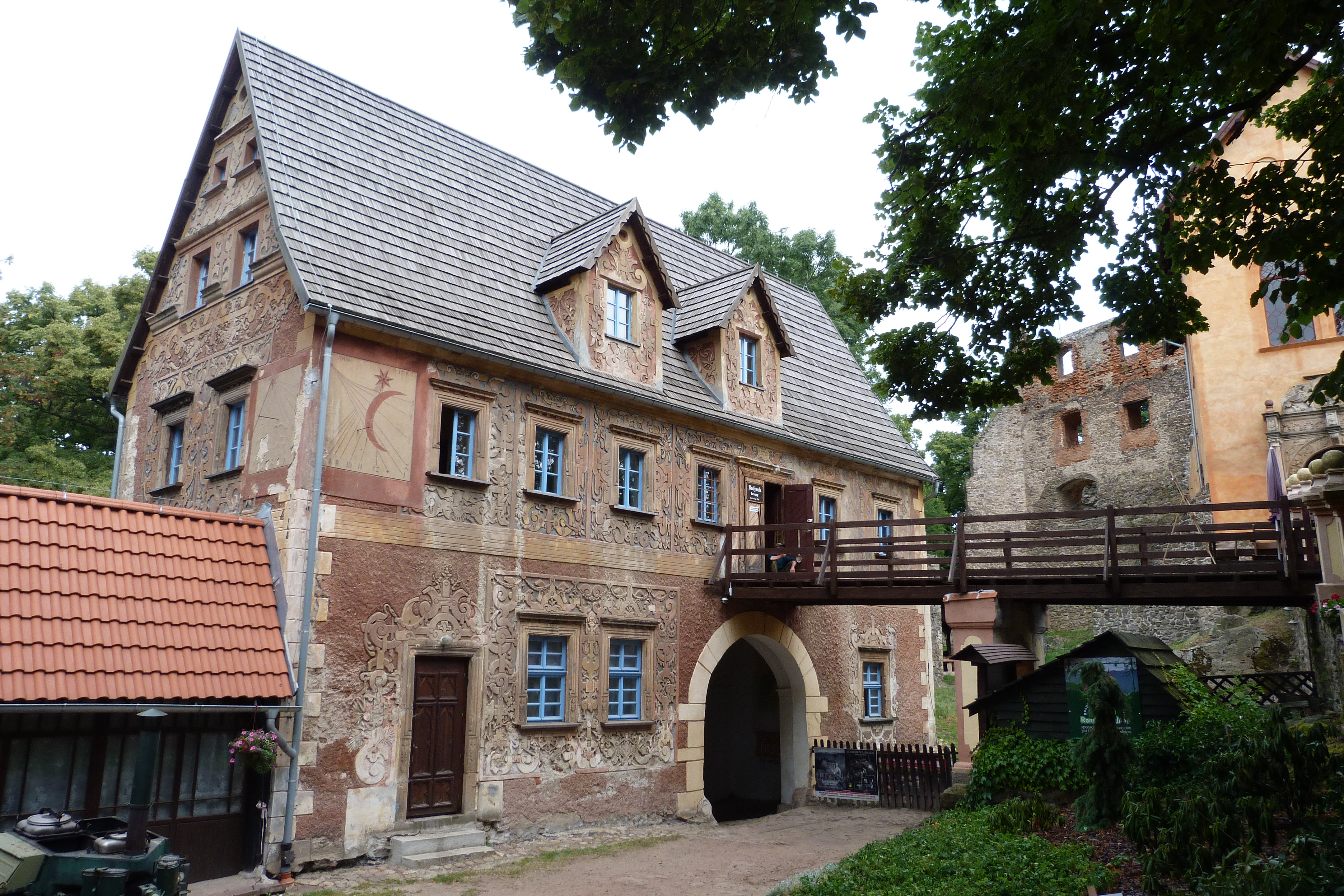
Budynek bramny
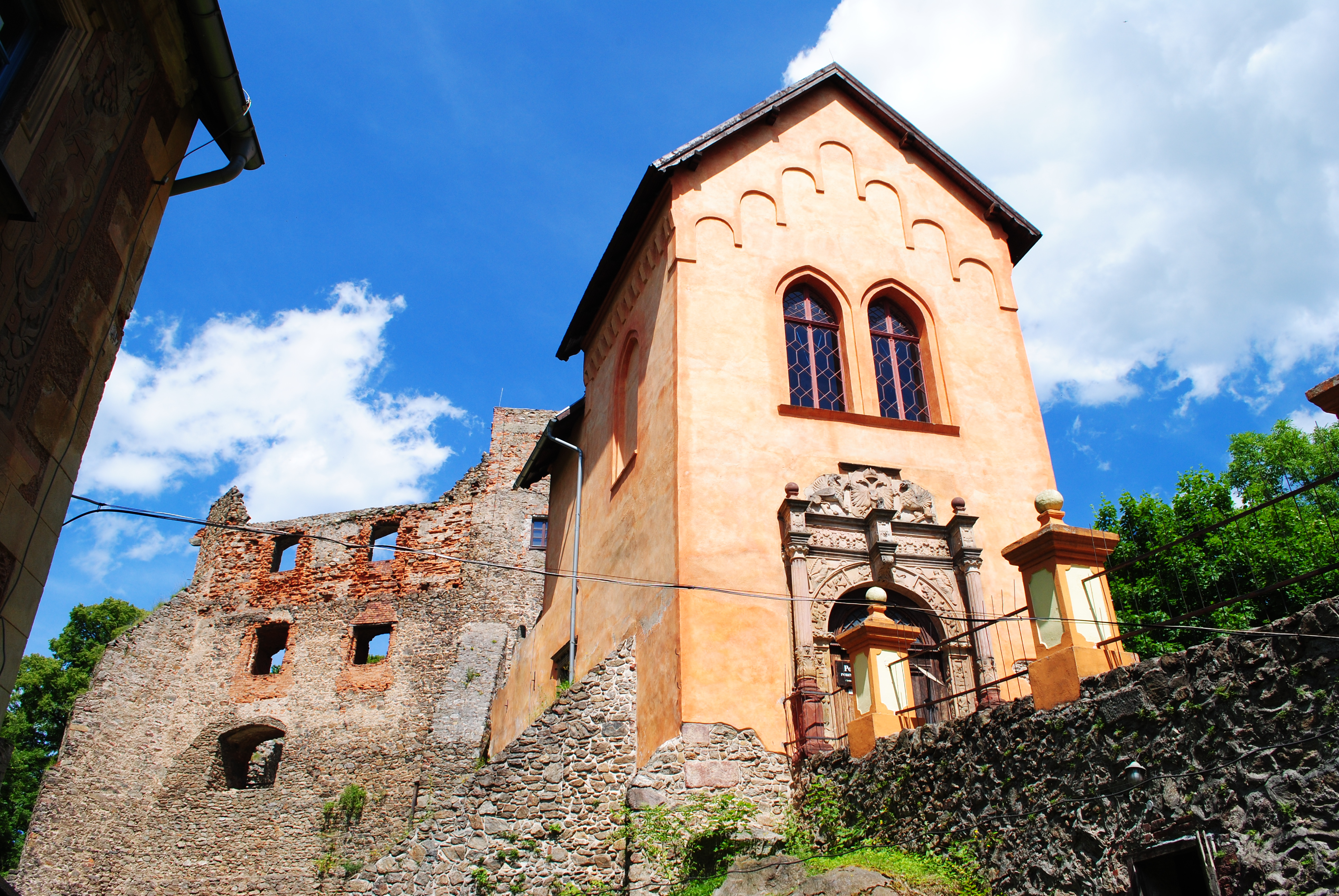
Wieża bramna
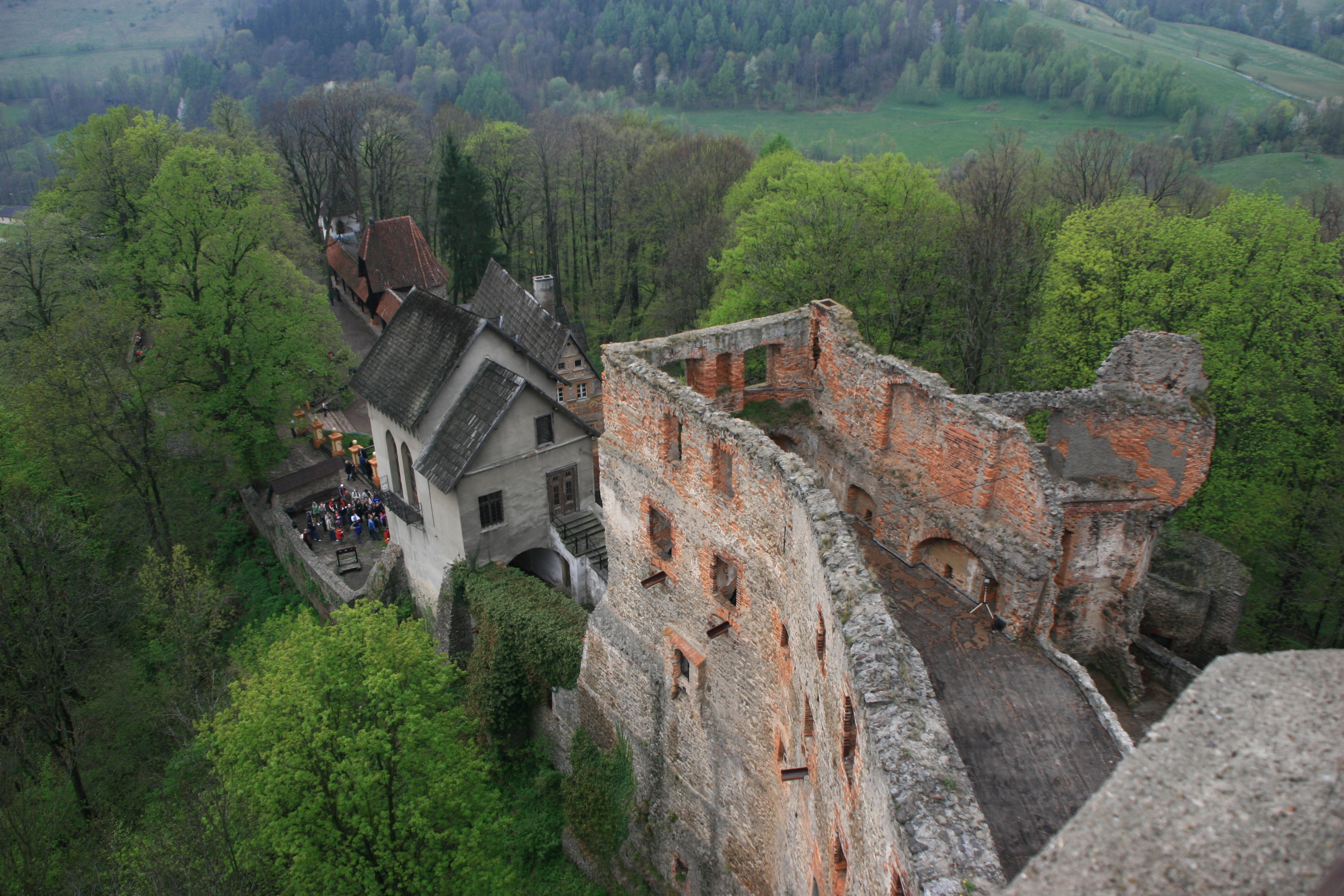
Widok z wieży zamkowej (2010)
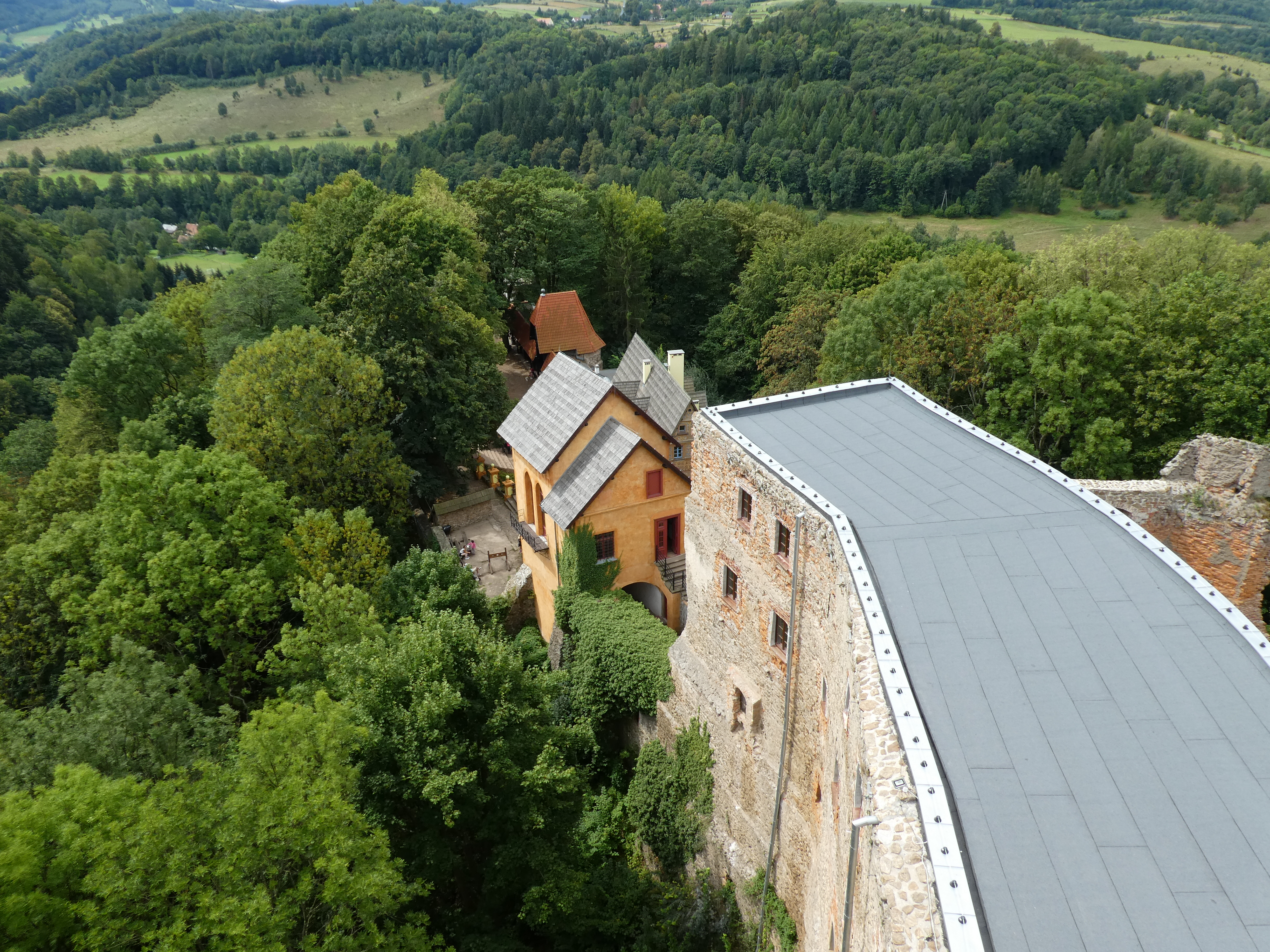
Widok z wieży zamkowej (2018)
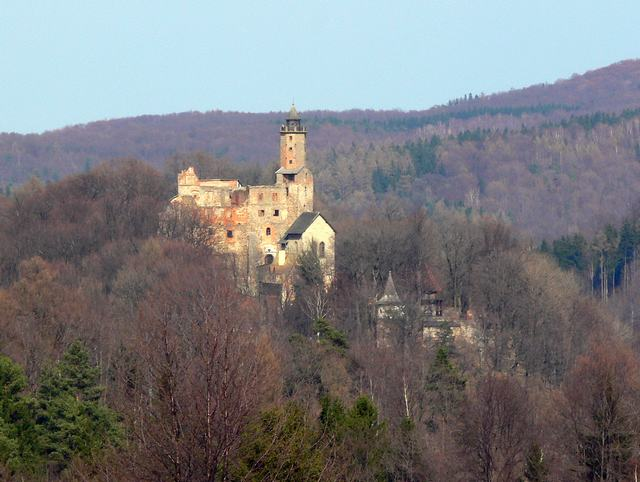
Widok od połudn. zachodu (2013)

## Muzeum w Zamku Grodno
Placówkę tę utworzono w 1965 r. przez Oddział PTTK w Wałbrzychu. Zbiór muzealny tworzą eksponaty własne zastane na zamku po II wojnie światowej, a także wypożyczone z Muzeum Okręgowego w Wałbrzychu.
Od stycznia 2009 roku zamek wraz z muzeum został przekazany pod zarząd Gminy Walim.

## Szlaki turystyczne
- zielony – Szlak Zamków Piastowskich do Grodźca
- żółty – PKP Wałbrzych Główny – Zamek Nowy Dwór – Jedlina-Zdrój – Niedźwiedzica – Zagórze Śląskie – Zamek Grodno – Bystrzyca Górna – Świdnica – Ślęża – Wieżyca – PKP w Sobótce – Wrocław
- niebieski – Europejski długodystansowy szlak pieszy E3